# Велика краса
«Велика краса» (італ. La grande bellezza) — італійський фільм 2013 року, режисера Паоло Соррентіно. Фільм створений італійською студією Medusa Film та французькою Indigo Film. Зйомки почалися 9 серпня 2012 у Римі. Прем'єра відбулася 21 травня 2013 на 66-му Каннському кінофестивалі, де стрічка змагалася в основному конкурсі за Золоту пальмову гілку. Кінокартину також показали на 38-му Міжнародному кінофестивалі у Торонто та на Європейському кінофестивалі у столиці Ісландії місті Рейк'явіку. Фільм переміг у номінації «Європейський кіноприз за найкращий фільм» на 26-тій церемонії премії «Європейський кіноприз» та його висунули від Італії на премію Оскар у номінації найкращий фільм іноземною мовою.

## Опис
Місто, яке буде стояти вічно — Рим. Письменникові й журналісту Джепа Гамбарделла (Тоні Сервілло) ось-ось стукне 65 років, досить важлива дата. Саме час згадати, що сталося за минулі роки, як змінилось це чудове місто. Саме на тлі вулиць і його жителів розгортається сюжет. Розглядаючи минуле і сучасність Рима, Джеп приходить до думки, що навколишній світ дуже змінився. Місто змінилося, його спотворено сучасними смаками і звичаями. Колишня велич тепер служить лише декорацією. До всього цього Джеп приходить після розуміння пасивності власного життя протягом останнього часу, як людина, яка є таким же зосередженням римської культури, як і саме місто.

## У ролях
- Тоні Сервілло — Джеп Гамбарделла
- Карло Вердоне — Романо
- Сабріна Феріллі — Рамона
- Карло Буччироссо — Лелло Кава
- Яя Форте — Трюмау
- Памела Віллорезі — Віола
- Галатея Ранці — Стефанія
- Франко Ґрациозі — Каулт Колонна
- Серена Гранді — Лорена
- Фанні Ардан — у ролі самої себе (камео)